# Cautires obsoletus
Cautires obsoletus es una especie de escarabajo perteneciente a la familia Lycidae y en la subfamilia Lycinae. La especie fue descrita por primera vez en 1879 por Charles Owen Waterhouse.
Es un insecto oriental, endémico de Indonesia, conocido únicamente en selva tropical de la provincia de Java Oriental.

## Taxonomía
Las especies del grupo Cautires obsoletus se ubicaron originalmente en el género Bulenides en 1879. Bulenides eran fácilmente reconocibles por la presencia de una única areola en el pronoto y nueve costas longitudinales en los élitros, pero el género es un conjunto polifilético que combinan dos linajes independientes anidados en Cautires. Uno de estos linajes es el grupo donde se localiza Cautires obsoletus, caracterizado por una forma casi triangular del pronoto y un falo largo y delgado. La clasificación de las especies javanesas ha sido caótica durante mucho tiempo debido a la falta de comunicación entre los taxónomos que trabajan en el grupo.

## Descripción
Todas las especies clasificadas en el grupo Cautires obsoletus comparten los principales caracteres diagnósticos: un cuerpo de tamaño mediano, aplanado y débilmente esclerotizado, antenas flabeladas en los machos y aserradas en las hembras, cuatro costas longitudinales primarias y cinco secundarias en los élitros, y un falo lanceolada con saco interno membranoso que lleva dos espinas en forma de hoz en su base. El grupo de especies se define por la presencia de una única areola mediana en el pronoto y se diferencia del grupo de otras especies Cautires en los ángulos frontales obtusos que dan como resultado la forma triangular del pronoto y un falo delgado. 

## Distribución
Cautires obsoletus es un escarabjo altamente endémico. Coincide con la baja propensión a la dispersión de los escarabajos metriorrinquinos de alas de red que da como resultado rangos pequeños y efectividad de las barreras, que otros escarabajos cruzan fácilmente. Los adultos de los escarabajos de alas de red generalmente permanecen bajo el dosel arbóreo del bosque tropical y no vuelan en hábitats abiertos. Cada especie Cautires generalmente está restringida a una sola isla. Estos escarabajos rara vez tienen áreas de distribución extensas, aunque varias especies Cautires habitan dos o más de las Islas de la Sonda. Todas las especies javanesas son endémicas de Java y no se encuentran en las otras islas mayores de la Sonda. Por ejemplo, debido a su gran similitud, Cautires apicalis descrita en Java, se ha mantenido durante mucho tiempo como sinonimia de Cautires corporaali del norte de Sumatra, se restablece ahora como especie válida.
La segunda posible razón del alto nivel de endemismo de los escarabajos de alas de red es el papel de su coloración aposemática. La mayoría de los Metriorrhynchini tienen colores aposemáticos. El patrón similar de color naranja y negro también se conoce en las regiones montañosas más altas de Sumatra, el volcán Kerinci, Gunung Merapi y volcanes en las cercanías de Brastagi. Estos patrones aposemáticos se limitan a hábitats montañosos más altos mientras que las áreas más bajas están habitadas por especies de diferentes colores.